# Стара Нявка
Стара Ня́вка (рос. Старая Нявка) — село у складі Нижньоломовського району Пензенської області, Росія.
Населення — 5 осіб (2010; 60 у 2002).
Національний склад станом на 2002 рік:
- росіяни — 91 %